# هيلتون أ. غرين
هيلتون أ. غرين (بالإنجليزية: Hilton A. Green)‏ هو منتج أفلام أمريكي، ولد في 3 مارس 1929 في لوس أنجلوس في الولايات المتحدة، وتوفي في 2 أكتوبر 2013 في باسادينا في الولايات المتحدة.

## وصلات خارجية
- هيلتون أ. غرين على موقع IMDb (الإنجليزية)
- هيلتون أ. غرين على موقع قاعدة بيانات الفيلم (الإنجليزية)